# Ранавей-Ґат

Мапа Монтсеррат із річками острова

Ранавей Ґат (англ. Runaway Ghaut) — невелика річка на острові Монтсеррат (Британські заморські території). Витік розташований на висоті близько 300 метрів над рівнем моря з гірського пасма в центрі острова Центр Гілл (Centre Hills). Впадає до Карибського моря.

## Особливості
Гідрографія острова Монтсеррат значно змінилася, внаслідок кількох вивержень вулкану на горі Суфрієр-Гіллз у 1997 році. Однак північна територія острова не зазнала суттєвих змін, відтак річка Ранавей Ґат та її річище незмінні, відколи притокові води з підземних джерел та дощів у верхів'ях річки — пробили собі нові шляхи, аби влитися до Карибського моря.
Протікає через поселення: Вудландс (Woodlands), Салем Іст (Salem East) та Олвестон (Olveston) і тече в західній частині острова, а саме територією парохії Сент-Пітер.
Невеличка гірська річка, яка починається в передгір'ях і стрімко стікає до узбережжя. Течія потоку не надто бурхлива, яка вибиває в рельєфі перекати й нешироку ущелину.